# Maison Rangherka
La Maison Rangherka (ou Maison Rangheri), également appelée Vršovický zámeček (château de Vršovice), est une ancienne fabrique de soie, aujourd'hui un bâtiment représentatif du style néo-Renaissance du XIXe siècle située à Vršovice, à Prague, en République tchèque. Elle est nommée d'après son premier propriétaire, Giuseppe Rangheri. Le bâtiment est un monument culturel protégé par l'État. 

## Galerie

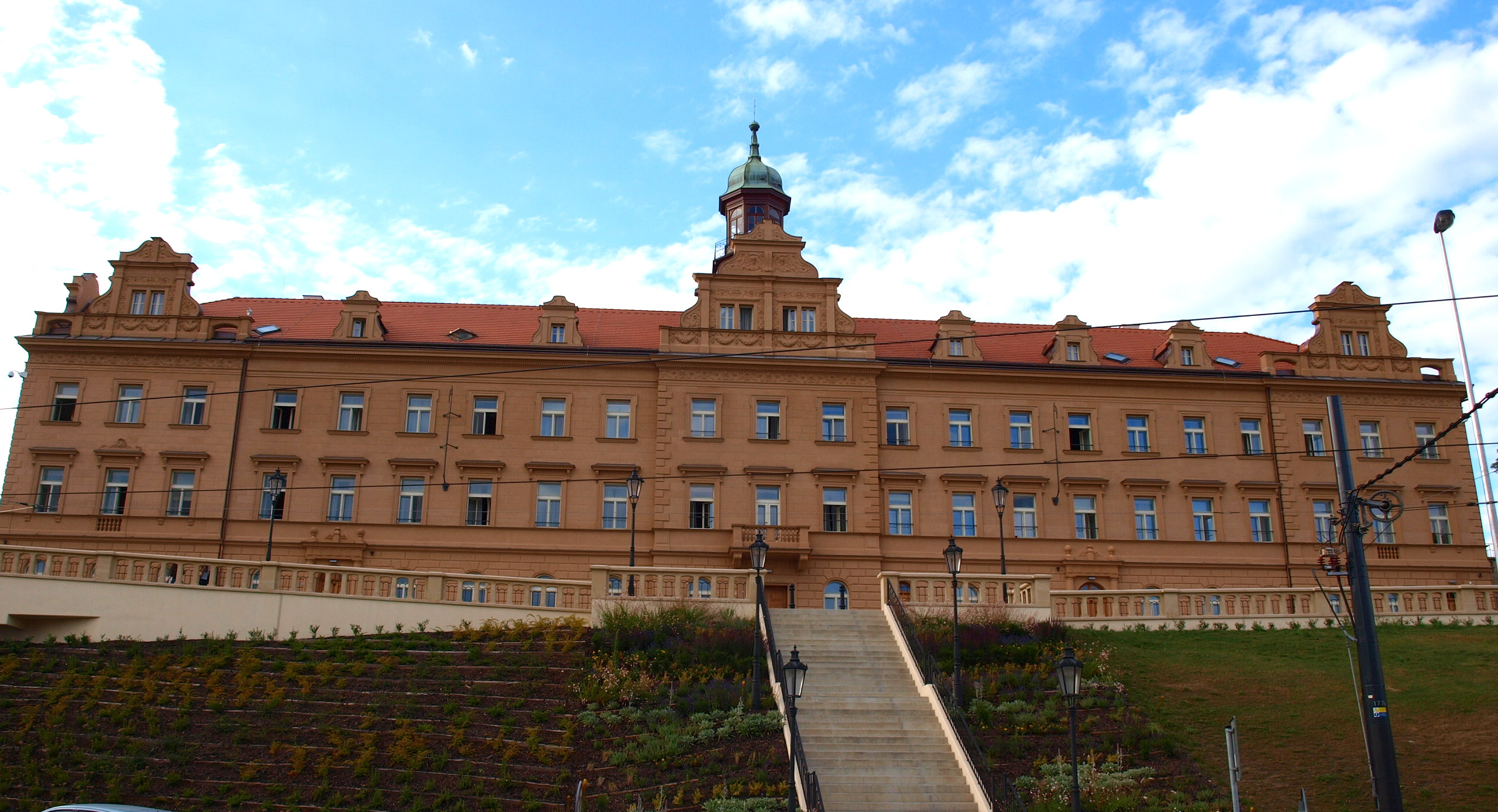
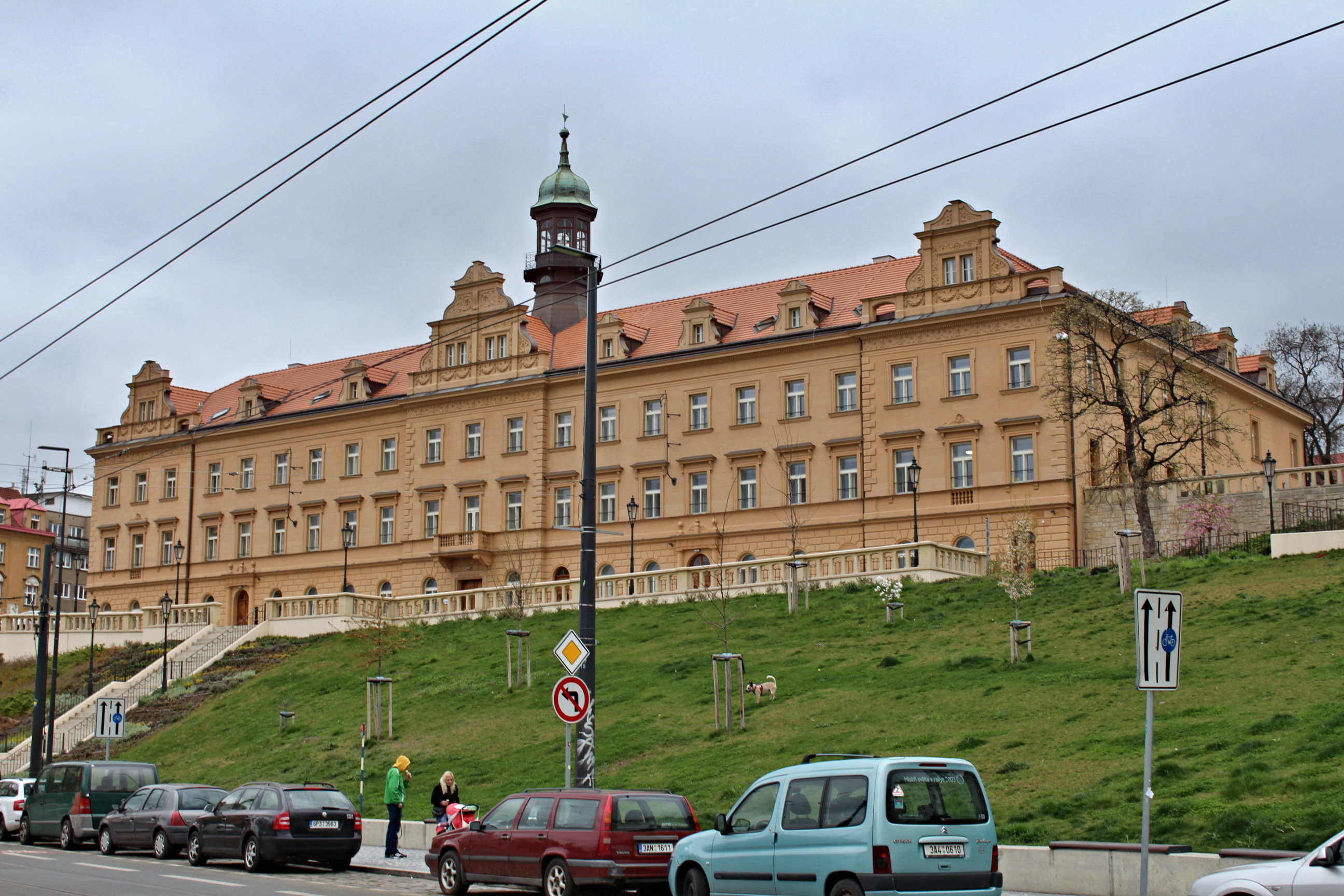
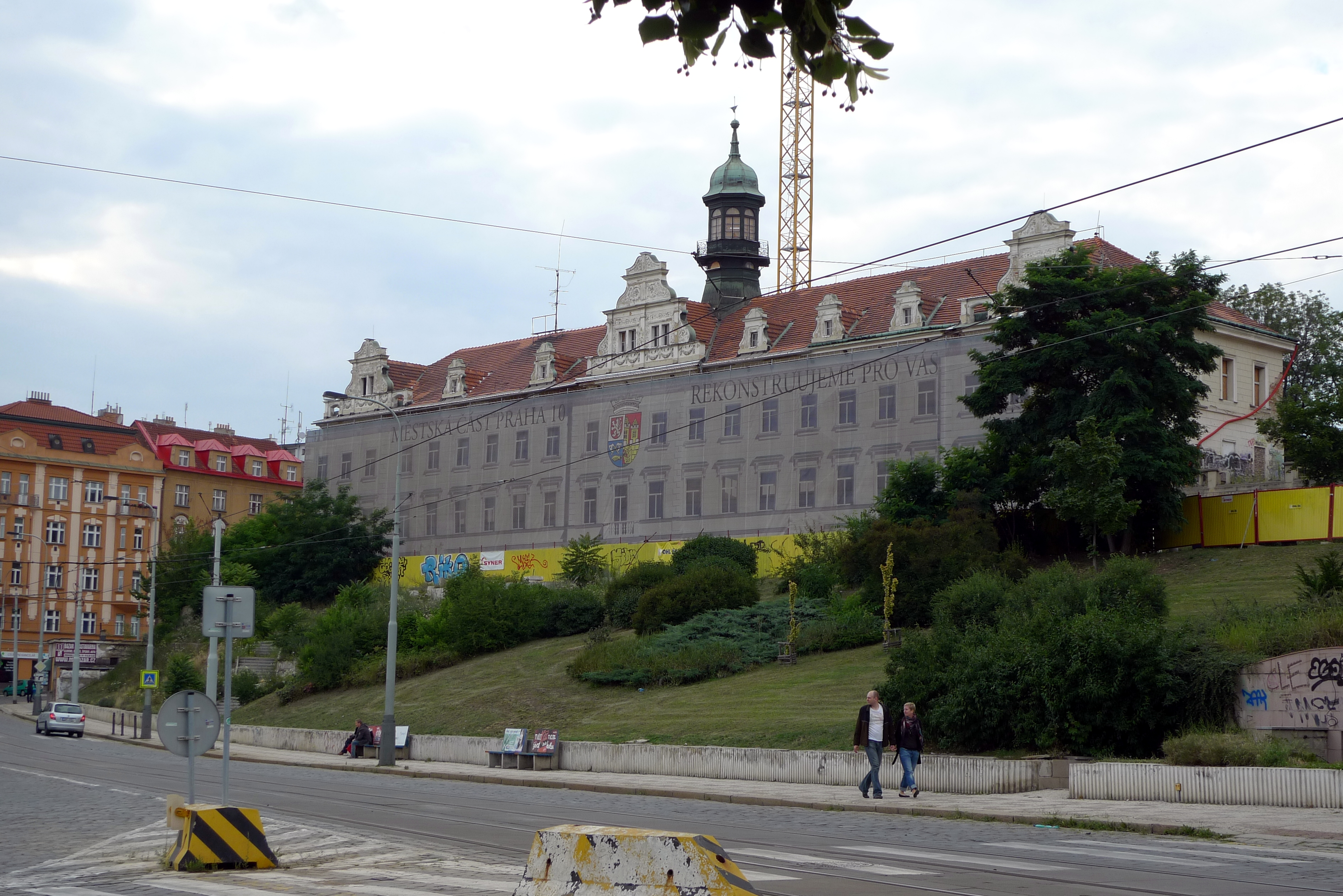
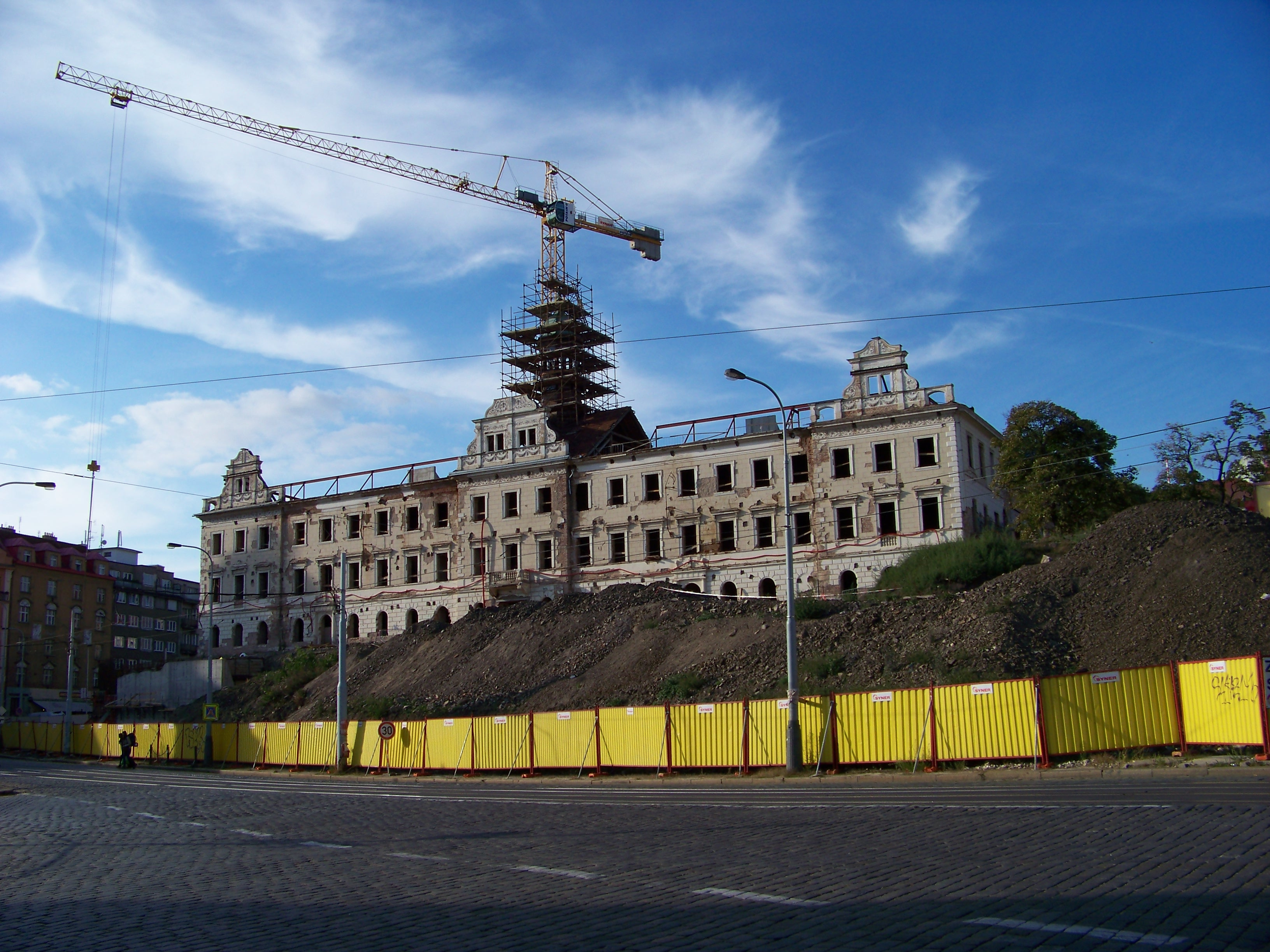
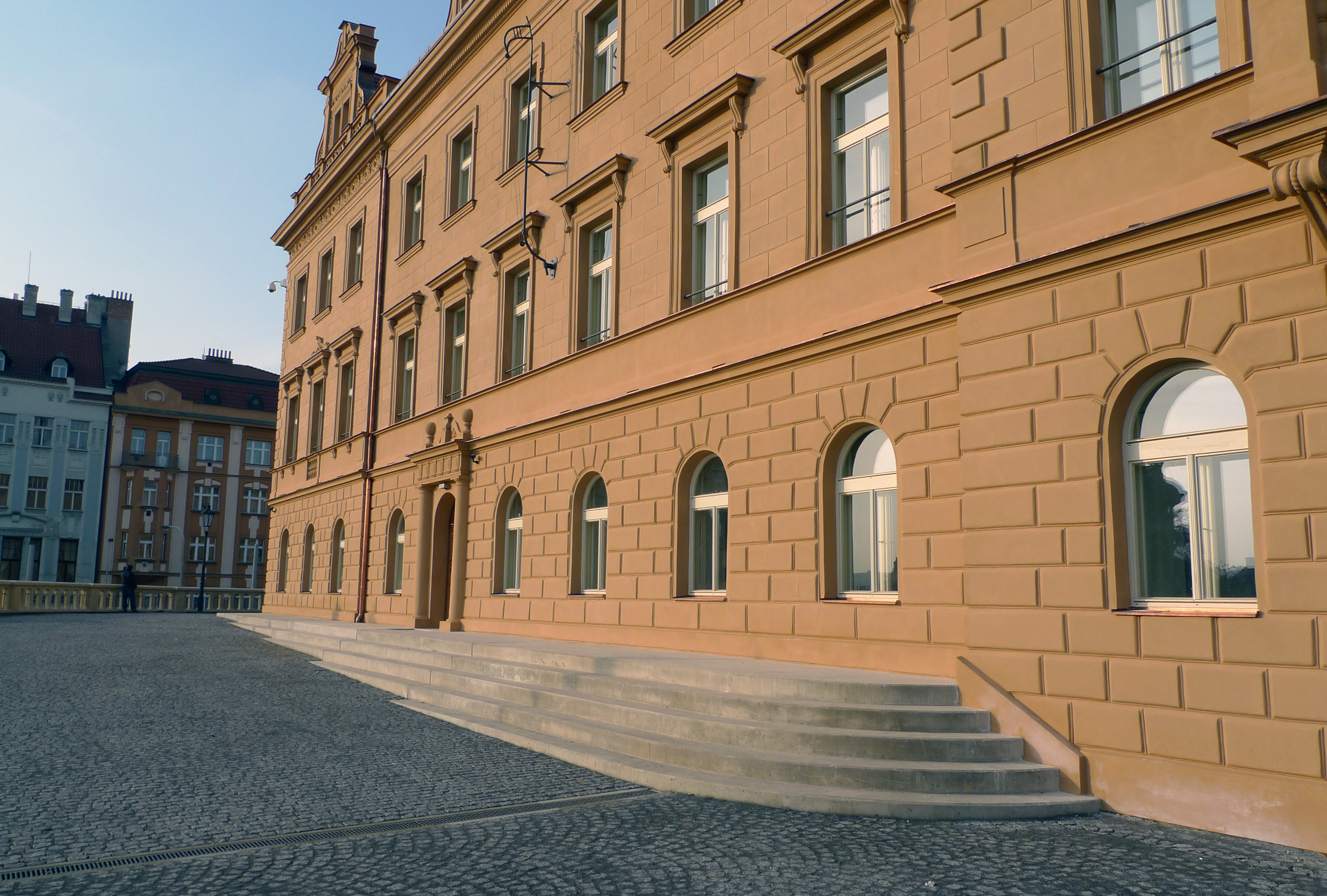
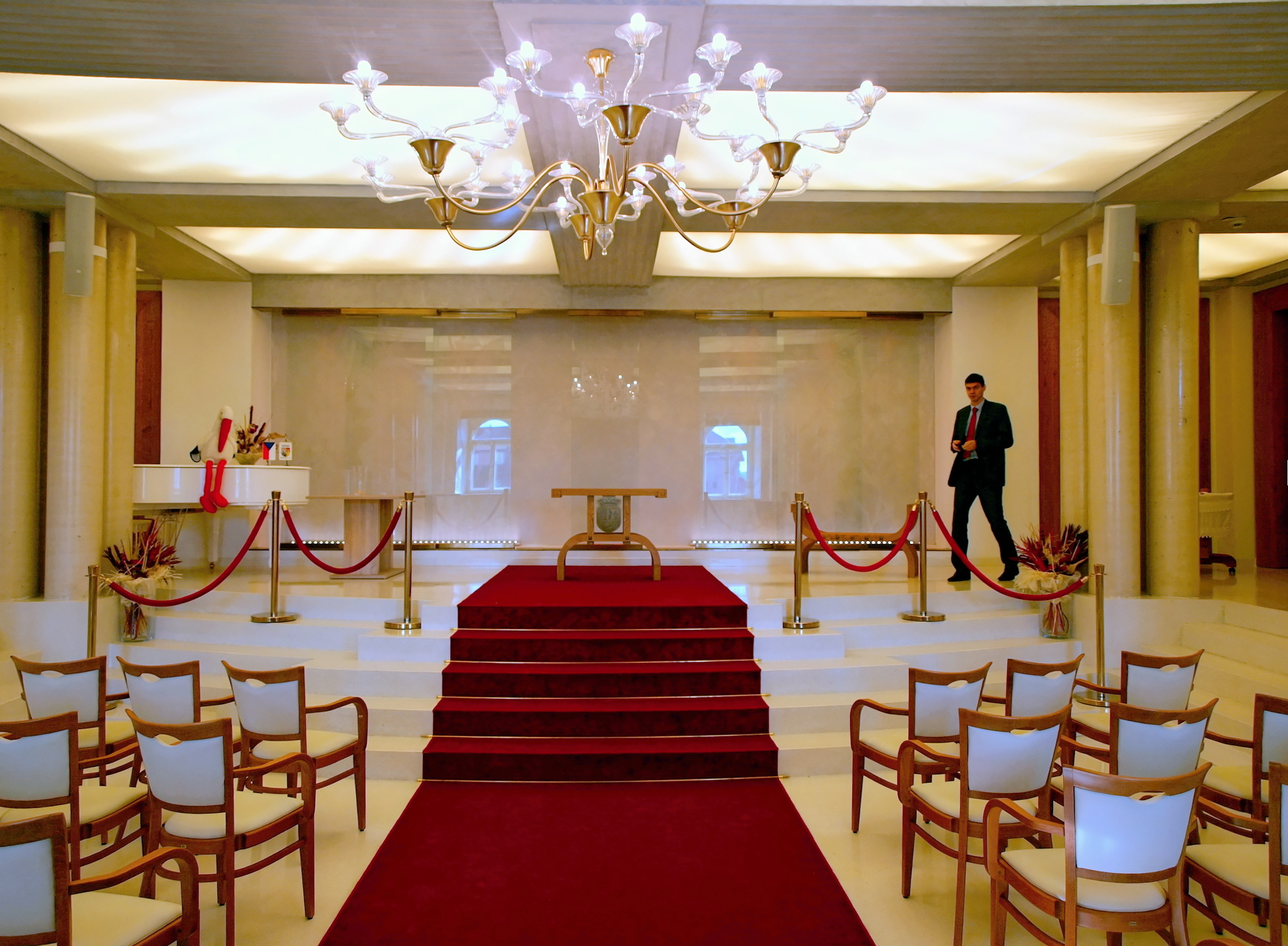
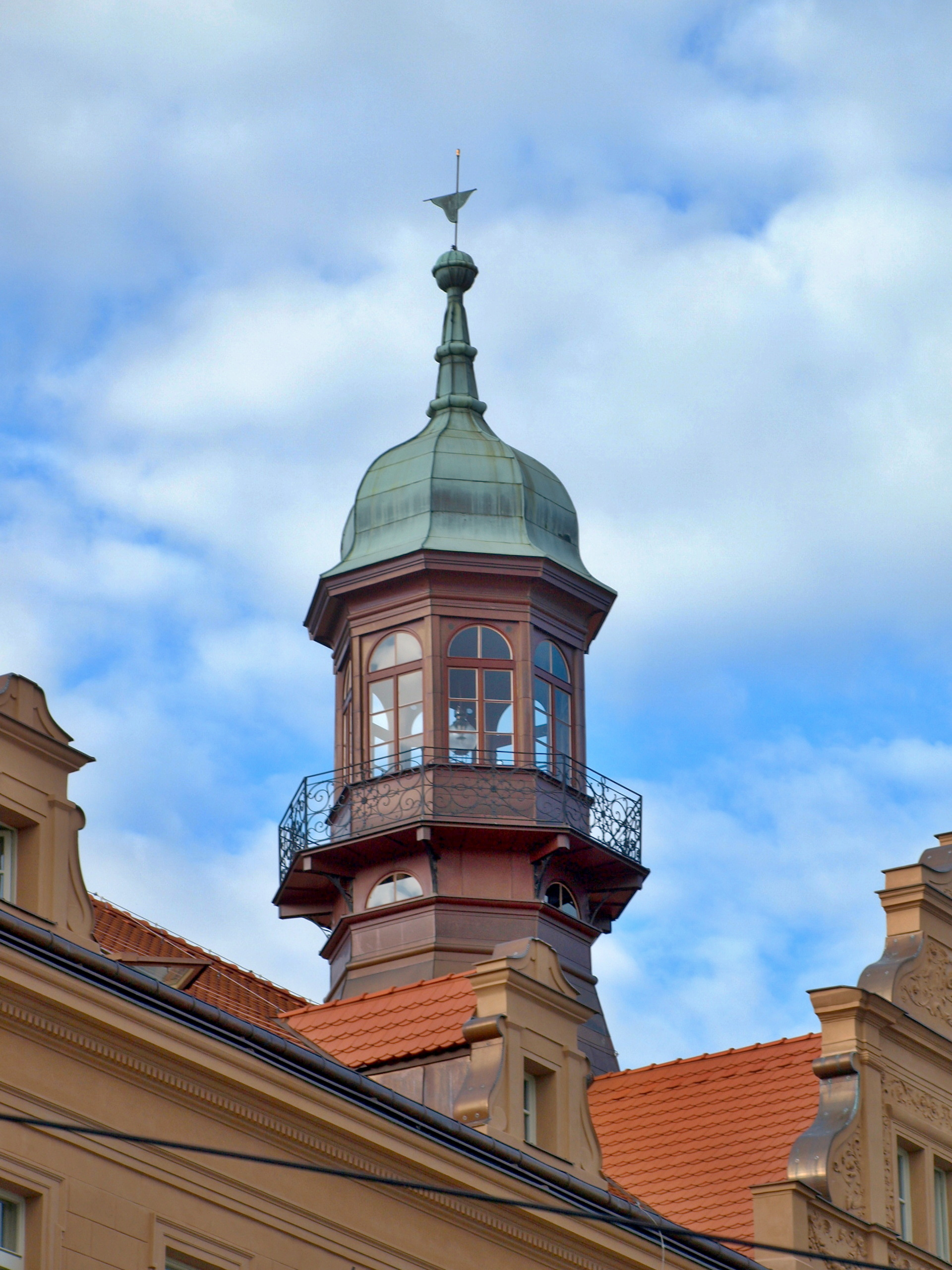